# Joan Mir Ramis
Joan Mir Ramis (Mallorca s. XVI - s. XVII), fou un noble i militar, propietari de Crestatx, (sa Pobla); Síndic del Regne de Mallorca (1618); noble i privilegiat militar (1631); comptador de la Inquisició a Mallorca (1634); Capità d'una companyia d'infanteria de cent homes al servei de Felip IV (1635); Provehidor General del Regne de Mallorca (1641). La seva filla i hereva, Onofria Mir i Morrelles, esposà amb Príam de Vilallonga i Brondo, de la seva descendència s'originà la casa Vilallonga-Mir.